# میرزا دلیبشیچ
میرزا دلیبشیچ (انگلیسی: Mirza Delibašić؛ ۹ ژانویهٔ ۱۹۵۴ – ۸ دسامبر ۲۰۰۱) بازیکن بسکتبال اهل یوگسلاوی بود.
از باشگاه‌هایی که در آن بازی کرده‌است می‌توان به باشگاه بسکتبال رئال مادرید اشاره کرد.
وی در مسابقات کشوری و بین‌المللی در مجموع برندهٔ ۶ مدال طلا، ۲ مدال نقره، ۲ مدال برنز شده‌است.